# Radio K.A.O.S. (gira)
La gira Radio K.A.O.S fue una gira de conciertos realizada por Roger Waters en 1987 en promoción del álbum Radio K.A.O.S. Las actuaciones incluían material del álbum, así como canciones de conocidos álbumes de Pink Floyd como The Wall y The Dark Side of the Moon. La gira comenzó en América del Norte el 14 de agosto de 1987 y terminó el 22 de noviembre de 1987 con dos presentaciones en el Wembley Arena en Londres, Inglaterra.
El espectáculo incluyó diseños de Mark Fisher, como pantallas circulares, sonidos cuadrafónicos, proyecciones de fondo y en algunos casos una introducción al espectáculo del DJ radial Jim Ladd. Una cabina de teléfono permitía a la audiencia preguntar directamente a Waters.

## Los artistas intérpretes
A diferencia de la gira The Pros and Cons of Hitch Hiking en 1984, la banda The Bleeding Heart de Roger Waters cambió. Varios de estos músicos estuvieron con Roger Waters en los próximos 20 años. Tanto  Chanter Doreen y Katie Kissoon había llevado a cabo sus trabajos en la gira de 1984.

### Personal
- Roger Waters - voz, guitarra y bajo.
- Andy Fairweather-Low - Guitar, bajo y coros.
- Jay Stapley - guitarra líder y coros.
- Paul Carrack - teclados y voz.
- Graham Broad - Batería y percusión.
- Mel Collins - Saxofón.
- Doreen Chanter - Coros.
- Katie Kissoon - Coros.

### Personal adicional
- Jim Ladd - Presentador de la radio ficticia Radio K.A.O.S., quien sirve como coprotagonista junto con Billy.
- Clare Torry - Voces principales en "The Great Gig in the Sky" el 21 y 22 de noviembre de 1987 en el Wembley Arena.

## Setlist
Set One
1. Jim Ladd introduction
2. Audience Calls
3. "Club Nowhere" (mock commercial)
4. Audience Calls
5. "Tempted" (Paul Carrack solo performance)
6. "Radio Waves"
7. "Welcome to the Machine"
8. "Who Needs Information"
9. "Money"
10. "The Professional Bimbo School" (mock commercial)
11. "In the Flesh"
12. "Have a Cigar"
13. "Pigs (Three Different Ones)"
14. "Wish You Were Here"
15. "Mother"
16. "Molly's Song"
17. "Me or Him"
18. "The Powers That Be"

Set Two
1. Audience Calls
2. "Shredding Alternative" (mock commercial)
3. "Going to Live in L.A."
4. "Sunset Strip"
5. "5:01AM (The Pros and Cons of Hitch Hiking)" (dropped after a month in favour of "Get Your Filthy Hands Off My Desert" and "Southampton Dock")
6. "Arnold Layne" (video "played" by Billy for the audience)
7. "If"
8. "5:06AM (Every Strangers Eyes)"
9. "Not Now John"
10. "Another Brick in the Wall, Part I"
11. "The Happiest Days of Our Lives"
12. "Another Brick in the Wall, Part II"
13. "Nobody Home"
14. "Home"
15. "Four Minutes"
16. "The Tide Is Turning"

Encore
1. "Breathe"
2. "The Great Gig in the Sky" (Performed at both Wembley Arena shows and at Madison Square Garden, New York).
3. "Brain Damage"
4. "Eclipse"
5. "Outside the Wall" (Performed at The Forum, Inglewood, California).

Nota - "In the Flesh", "Have a Cigar", "Pigs" y "Wish You Were Here" fueron interpretadas como un medley.

## Tour dates
| Fecha                    | Ciudad                        | País              | Lugar                              |
| América del Norte        | América del Norte             | América del Norte | América del Norte                  |
| ------------------------ | ----------------------------- | ----------------- | ---------------------------------- |
| 14 de agosto de 1987     | Providence, Rhode Island      | Estados Unidos    | Providence Civic Center            |
| 15 de agosto de 1987     | Hartford, Connecticut         | Estados Unidos    | Hartford Civic Center              |
| 17 de agosto de 1987     | Vaughan, Ontario              | Canadá            | Kingswood Music Theatre            |
| 19 de agosto de 1987     | Cuyahoga Falls, Ohio          | Estados Unidos    | Blossom Music Center               |
| 20 de agosto de 1987     | Buffalo, Nueva York           | Estados Unidos    | War Memorial Auditorium            |
| 22 de agosto de 1987     | Mansfield, Massachusetts      | Estados Unidos    | Great Woods                        |
| 24 de agosto de 1987     | Filadelfia (Pensilvania)      | Estados Unidos    | The Spectrum                       |
| 26 de agosto de 1987     | New York City, Nueva York     | Estados Unidos    | Madison Square Garden              |
| 28 de agosto de 1987     | Saratoga Springs, Nueva York  | Estados Unidos    | Saratoga Performing Arts Center    |
| 30 de agosto de 1987     | Landover, Maryland            | Estados Unidos    | Capital Centre                     |
| 2 de septiembre de 1987  | Atlanta, Georgia              | Estados Unidos    | The Omni                           |
| 4 de septiembre de 1987  | San Luis, Misuri              | Estados Unidos    | Fox Theatre                        |
| 5 de septiembre de 1987  | Indianápolis, Indiana         | Estados Unidos    | Market Square Arena                |
| 6 de septiembre de 1987  | Columbus, Ohio                | Estados Unidos    | Battelle Hall                      |
| 8 de septiembre de 1987  | Clarkston (Míchigan)          | Estados Unidos    | Pine Knob Music Theatre            |
| 9 de septiembre de 1987  | Hoffman Estates, Illinois     | Estados Unidos    | Poplar Creek Music Theater         |
| 10 de septiembre de 1987 | Minneapolis, Minnesota        | Estados Unidos    | Met Center                         |
| 12 de septiembre de 1987 | Denver, Colorado              | Estados Unidos    | McNichols Sports Arena             |
| 14 de septiembre de 1987 | Austin, Texas                 | Estados Unidos    | Frank Erwin Center                 |
| 15 de septiembre de 1987 | Dallas, Texas                 | Estados Unidos    | Reunion Arena                      |
| 17 de septiembre de 1987 | Phoenix, Arizona              | Estados Unidos    | Arizona Veterans Memorial Coliseum |
| 20 de septiembre de 1987 | Inglewood, California         | Estados Unidos    | The Forum                          |
| 23 de septiembre de 1987 | San Diego, California         | Estados Unidos    | San Diego Sports Arena             |
| 26 de septiembre de 1987 | Oakland, California           | Estados Unidos    | Oakland-Alameda County Coliseum    |
| 28 de septiembre de 1987 | Seattle, Washington           | Estados Unidos    | Seattle Center Arena               |
| 29 de septiembre de 1987 | Vancouver, Columbia Británica | Canadá            | PNE Coliseum                       |
| 3 de noviembre de 1987   | Portland, Maine               | Estados Unidos    | Cumberland County Civic Center     |
| 4 de noviembre de 1987   | East Rutherford, Nueva Jersey | Estados Unidos    | Meadowlands Arena                  |
| 6 de noviembre de 1987   | Montreal, Quebec              | Canadá            | Montreal Forum                     |
| 7 de noviembre de 1987   | Quebec City, Quebec           | Canadá            | Colisee de Quebec                  |
| 9 de noviembre de 1987   | Ottawa, Ontario               | Canadá            | Ottawa Civic Centre                |
| 10 de noviembre de 1987  | Hamilton, Ontario             | Canadá            | Copps Coliseum                     |
| 13 de noviembre de 1987  | Milwaukee, Wisconsin          | Estados Unidos    | MECCA Arena                        |
| 14 de noviembre de 1987  | Chicago, Illinois             | Estados Unidos    | Arie Crown Theater                 |
| 16 de noviembre de 1987  | Worcester, Massachusetts      | Estados Unidos    | The Centrum                        |
| Europa                   |                               |                   |                                    |
| 21 de noviembre de 1987  | Londres                       | Inglaterra        | Wembley Arena                      |
| 22 de noviembre de 1987  | Londres                       | Inglaterra        | Wembley Arena                      |